# Francia Márquez

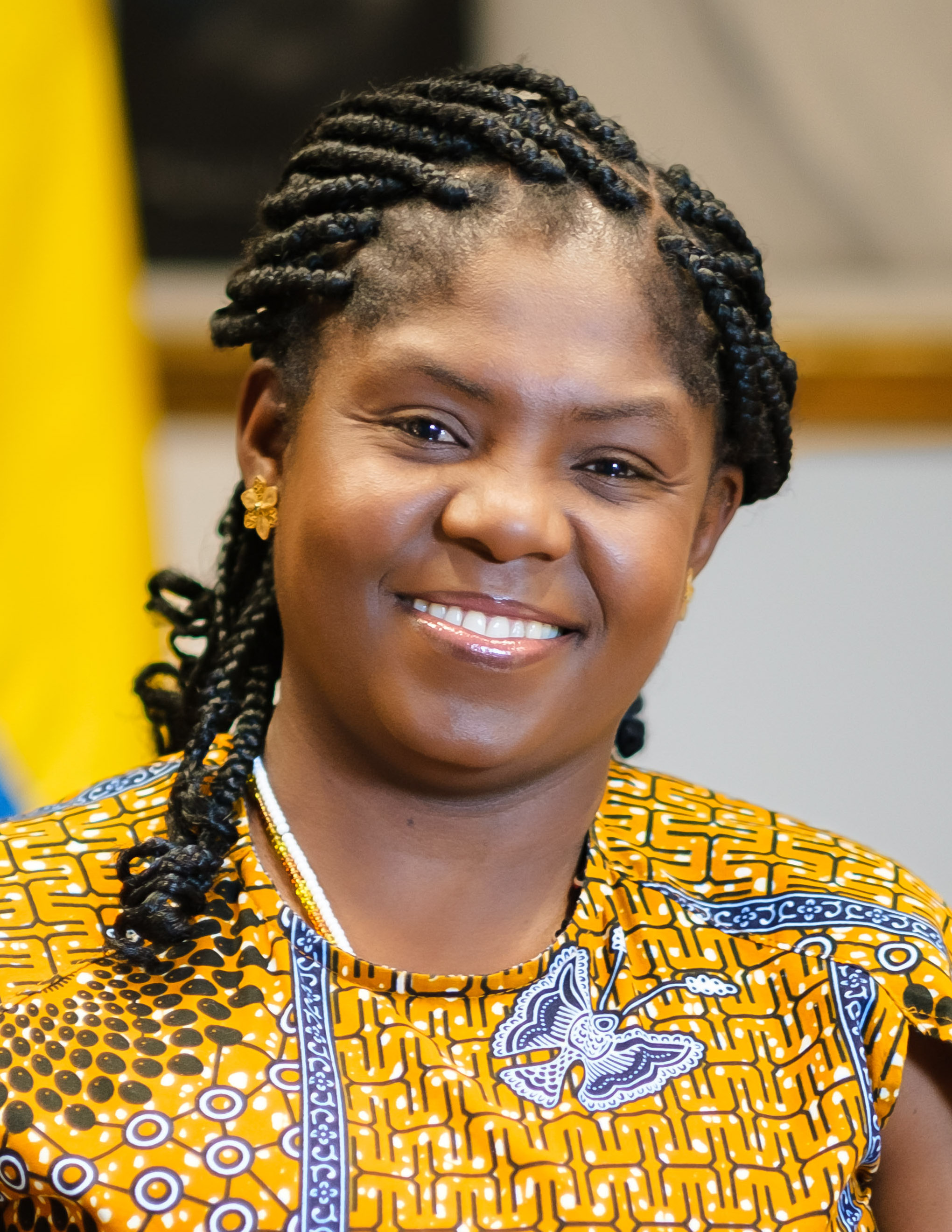
Francia Márquez (2023)

Francia Elena Márquez Mina (geboren 1. Dezember 1981 in Yomboló, Cauca) ist eine kolumbianische Juristin, Umweltschützerin, Bürgerrechtlerin, Politikerin (PDA Pacto Histórico) und die amtierende Vizepräsidentin Kolumbiens.
2018 wurde sie für ihr Engagement mit dem Goldman Environmental Prize ausgezeichnet. Nach der am 19. Juni 2022 zusammen mit dem linken Präsidentschafts-Kandidaten Gustavo Petro gewonnenen Präsidentschaftswahl 2022 wurde sie im August 2022 zur ersten afrokolumbianischen Vizepräsidentin ihres Landes gewählt und ist nach Marta Lucía Ramírez die zweite Frau in dieser Position. Von 2023 bis zum Februar 2025 war sie zudem Ministerin für Gleichberechtigung und Chancengleichheit im Kabinett Petro.

## Leben
Francia Elena Márquez Mina wurde 1981 in Suárez, im Norden der Region Cauca geboren. Sie wuchs als Teil der afrokolumbianischen Kulturgemeinschaft in La Toma, Suárez, Cauca, auf. Sie ist alleinerziehende Mutter zweier Kinder. Mit 16 Jahren wurde sie erstmals schwanger. Als junge Erwachsene arbeitete sie im Goldbergbau. 2020 schloss sie ihr Studium der Rechtswissenschaften an der Universität Santiago de Cali ab.

### Einsatz für Menschenrechte und gegen Umweltzerstörung
Mit 15 Jahren schloss sie sich den Protesten gegen die kolumbianische Regierung an, die plante, den Fluss Ovejas in Richtung der Salvajina-Talsperre umzuleiten. Die afrikanisch-kolumbianischen Gemeinschaften fürchteten massive negative Auswirkungen auf ihre Gemeinden. Sie verwendete afrokolumbianische Musik und Tanz als Schlüsselelemente für ihren kulturellen und politischen Ausdruck. Als junge Frau wurde Márquez so zu einer lokalen Führungspersönlichkeit, die sich dem Kampf um die Rechte von Umwelt und angestammtem Land zuwandte und die Ausbeutungen durch multinationale Bergbauunternehmen in der Region La Toma bekämpfte. Sie unterrichtete auch Bauern in ihrer Region in nachhaltige Landwirtschaft.
Márquez organisierte die Frauen der Region La Toma und stoppte den illegalen Goldabbau auf ihrem angestammten Land. Sie übte ständigen Druck auf die kolumbianische Regierung unter Juan Manuel Santos aus und führte 2014 einen zehntägigen Marsch (Marcha de los Turbantes) von 80 Frauen über hunderte Kilometer in die Hauptstadt des Landes. In Bogotá protestierten Márquez und die Frauen 22 Tage lang auf der Straße. Ende 2014 kam es zu einer Einigung und bis Ende 2016 zur Entfernung aller illegalen Bergleute und Ausrüstungsgegenstände aus dem Gebiet ihrer Gemeinschaft.
Marquez erhielt 2015 den Kolumbianischen Nationalpreis. Sie wurde eingeladen, an dem Friedensprozess der kolumbianischen Regierung mit der FARC und anderen Gruppen in Havanna teilzunehmen.
Im Jahr 2018 wurde sie mit dem Goldman Environmental Prize ausgezeichnet. In der BBC-Sendung 100 Women wurde sie 2019 porträtiert. 2019 überlebte sie einen Anschlag mit Gewehren und Granaten.
Für ihre bedeutenden Beiträge zur afrikanischen und afroamerikanischen Kultur wurde sie im Oktober 2024 als erste Person in Lateinamerika mit der nach dem Bürgerrechtler W.E.B. Du Bois benannten Medaille ausgezeichnet.

### Präsidentschaftswahl 2022
Für die Präsidentschaftswahl in Kolumbien 2022 trat Márquez als mögliche Kandidatin um zahlreiche linke und mitte-links Parteien umfassenden Bündnis Pacto Histórico an. Bei der bündnisinternen Vorwahl im März 2022 erreichte sie die zweitmeisten Stimmen hinter dem aussichtsreichen Kandidaten Gustavo Petro. Sie akzeptierte die Nominierung als Vizepräsidentschaftskandidatin. 
Während des Wahlkampfs sahen sich Márquez und Petro zahlreichen Morddrohungen ausgesetzt. In einem Fall wurde Márquez während des Wahlkampfs von einem nahe gelegenen Gebäude aus mit Laserstrahlen anvisiert, woraufhin Sicherheitskräfte sie vor dem scheinbaren Attentat schützen mussten. Als Reaktion auf diese und viele andere ähnliche Situationen unterzeichneten 100 gewählte Vertreter und prominente Persönlichkeiten aus über 20 Ländern einen offenen Brief, in dem sie ihre Besorgnis zum Ausdruck brachten und die Versuche politischer Gewalt gegen Márquez und Petro verurteilten. In dem Brief wurde auch auf die Ermordung von mehr als 50 sozialen Führern, Gewerkschaftern und Umweltschützern im Jahr 2022 hingewiesen. Zu den Unterzeichnern des Briefes gehörten der Gründer der links-grünen Wahlallianz NUPES in Frankreich, Jean-Luc Mélenchon, der ehemalige ecuadorianische Präsident Rafael Correa und der US-Intellektuelle Noam Chomsky.
Am 19. Juni 2022 wurde die „Wahlformel“ Petro / Márquez mit mehr als 11 Millionen Stimmen gewählt. Sie ist damit die erste weibliche Vizepräsidentin Kolumbiens afrokolumbianischer Zugehörigkeit.